# Janssensellus bicaviventris
Janssensellus bicaviventris är en skalbaggsart som beskrevs av Yves Cambefort 1975. Janssensellus bicaviventris ingår i släktet Janssensellus och familjen bladhorningar. Inga underarter finns listade i Catalogue of Life.